# LU Большого Пса
LU Большого Пса (лат. LU Canis Majoris), HD 53781 — одиночная переменная звезда в созвездии Большого Пса на расстоянии приблизительно 3123 световых лет (около 957 парсеков) от Солнца. Видимая звёздная величина звезды — от +7,87m до +7,75m.

## Характеристики
LU Большого Пса — красный гигант, пульсирующая медленная неправильная переменная звезда (LB:) спектрального класса M1III.